# Alina Kham
Alina Yegorovna Kham (russe : Алина Егоровна Хам), née le 16 janvier 1959, est une ancienne joueuse soviétique d'origine ouzbèke de hockey sur gazon. Elle est médaillée de bronze aux Jeux de 1980.

## Carrière
Alina Kham fait partie de l'équipe soviétique de hockey sur gazon qui remporte la médaille de bronze aux Jeux olympiques d'été de 1980.

## Palmarès

### Jeux olympiques
- médaille de bronze du tournoi féminin en 1980 à Moscou,  Union soviétique